# Colonée (thème)

Les thèmes en Asie Mineure vers 950.

Le thème de Koloneia ou Colonée (en grec : θέμα Κολωνείας) est une petite province de l'Empire byzantin située au nord de la Cappadoce et au sud du Pont dans l'actuelle Turquie. Il est fondé au milieu du IXe siècle et existe jusqu'aux conquêtes seldjoukides qui suivent la bataille de Manzikert en 1071.

## Localisation
Dans le De Thematibus, l'empereur Constantin VII Porphyrogénète décrit le thème comme une petite circonscription englobant les villes de Colonée, Néocésarée, Arabraca, Nicopolis et Tephrike. Le thème comprend aussi près de 16 forteresses,. Constantin Porphyrogénète rapporte aussi que son père, Léon VI le Sage, a séparé la turme de Kamacha de la Colonée pour former (aux côtés de Keltzene) le nouveau thème de Mésopotamie.

## Histoire
À l'origine, la région est comprise dans le thème des Arméniaques avant que le thème ne soit créé autour de la ville de Colonée sur la rivière Lykos. Le thème est mentionné pour la première fois en 863 mais il semble qu'il existe comme entité séparée avant cette date,,. Nicolas Oikonomidès interprète une référence du géographe arabe al-Masudi qui ferait mention du thème de Colonée comme de la première kleisoura créée dans l'histoire byzantine,. Ce terme désigne un district frontalier fortifié. De surcroît, une version de la Vie des 42 martyrs d'Amorium mentionne que l'empereur Théophile nomme le spathaire Kallistos comme duc de Koloneia vers 842. Cette date serait celle de la création du thème,,.
La situation géographique du thème le préserve des raids arabes à l'exception de celui d'Ali Sayf al-Dawla en 939-940. En 1057, le régiment local dirigé par Katakalôn Kékauménos soutient la rébellion d'Isaac Ier Comnène. En 1069, le thème est occupé par le mercenaire normand Robert Crispin qui s'est révolté contre l'autorité impériale. La région tombe aux mains des Seldjoukides peu après la bataille de Manzikert en 1071,.